# Гиагинский район
Гиаги́нский райо́н (адыг. Джэджэ къедзыгъо) — административно-территориальная единица и муниципальное образование (муниципальный район) в составе Республики Адыгея Российской Федерации.
Административный центр — станица Гиагинская.

## География
Район расположен в центральной части Республики Адыгея, на предгорной Закубанской равнине.
Общая площадь территории района составляет 796,63 км².
Граничит на юге с Майкопским районом и Майкопским городским округом, на севере — с Шовгеновским, на востоке — с Кошехабльским районами Адыгеи, а также на юго-востоке — с Мостовским и на западе — с Белореченским районами Краснодарского края.
Находится в предгорной зоне республики. Рельеф местности бугристо-холмистый, изрезанный балками и понижениями. Средние высоты на территории района составляют около 180 метров над уровнем моря. В почвенном покрове района наибольшее распространение получили выщелоченные черноземы.
Гидрографическая сеть в основном представлена множеством родниковых рек, наиболее крупными и значимыми из которых являются реки Гиага, Фарс, Чехрак, Улька, Айрюм (нижний), Айрюм (верхний), Келермес, Калмыж, Закаляйка и другие, несущих свои воды в Лабу. Также в районе имеется около 50 искусственных водоёмов.
Климат на территории округа влажный умеренный, с ощутимым влиянием близости Чёрного моря. Средние показатели температуры воздуха колеблется от +23°С в июле до 0°С в январе. Наиболее высокие температуры воздуха наблюдаются в начале августа, а наиболее низкие в конце января или в начале февраля. Среднегодовое количество осадков составляет около 750 мм. Наибольшее количество осадков выпадает в летний период. Величина относительной влажности неустойчива.

## История
- Гиагинский район был образован 31 декабря 1934 года в составе Азово-Черноморского края путём его выделения из Майкопского района.
- Первоначально в состав района входили сельские советы: Айрюмовский, Гиагинский, Дондуковский, Закаляевский (центр — х. Тапехин), Келермесский, Красноульский, Сергиевский, Сухобалковский, Тамбовский.
- 10 апреля 1936 года Гиагинский район вошёл в состав Адыгейской автономной области, с включением в его состав Ханского сельсовета из упразднённого Майкопского района.
- 21 февраля 1940 года в состав восстановленного Майкопского района были переданы Красноульский и Ханский сельсоветы.
- С 7 декабря 1956 года по 21 марта 1958 года в состав района входила часть территории упразднённого Шовгеновского района.
- С 1 февраля 1963 года по 12 января 1965 года в состав района входила часть территории упразднённого Майкопского района.
- В 1993 году была прекращена деятельность сельских советов, территории сельских советов преобразованы в сельские округа.
- В 2004 году в районе были ликвидированы сельские округа и созданы 5 сельских поселений.

## Население
| 1959    | 1970    | 1979    | 1989    | 2002    | 2009    | 2010    | 2011    | 2012    |
| ------- | ------- | ------- | ------- | ------- | ------- | ------- | ------- | ------- |
| 35 414  | ↗37 076 | ↘33 222 | ↘32 060 | ↗33 458 | ↘32 801 | ↘31 766 | ↗31 768 | ↘31 731 |
| 2013    | 2014    | 2015    | 2016    | 2017    | 2018    | 2019    | 2020    | 2021    |
| ↘31 390 | ↘31 213 | ↘31 186 | ↘31 185 | ↗31 278 | ↗31 394 | ↗31 572 | ↗31 971 | ↘31 937 |
| 2023    | 2024    |         |         |         |         |         |         |         |
| ↘31 933 | ↘31 872 |         |         |         |         |         |         |         |

Национальный состав

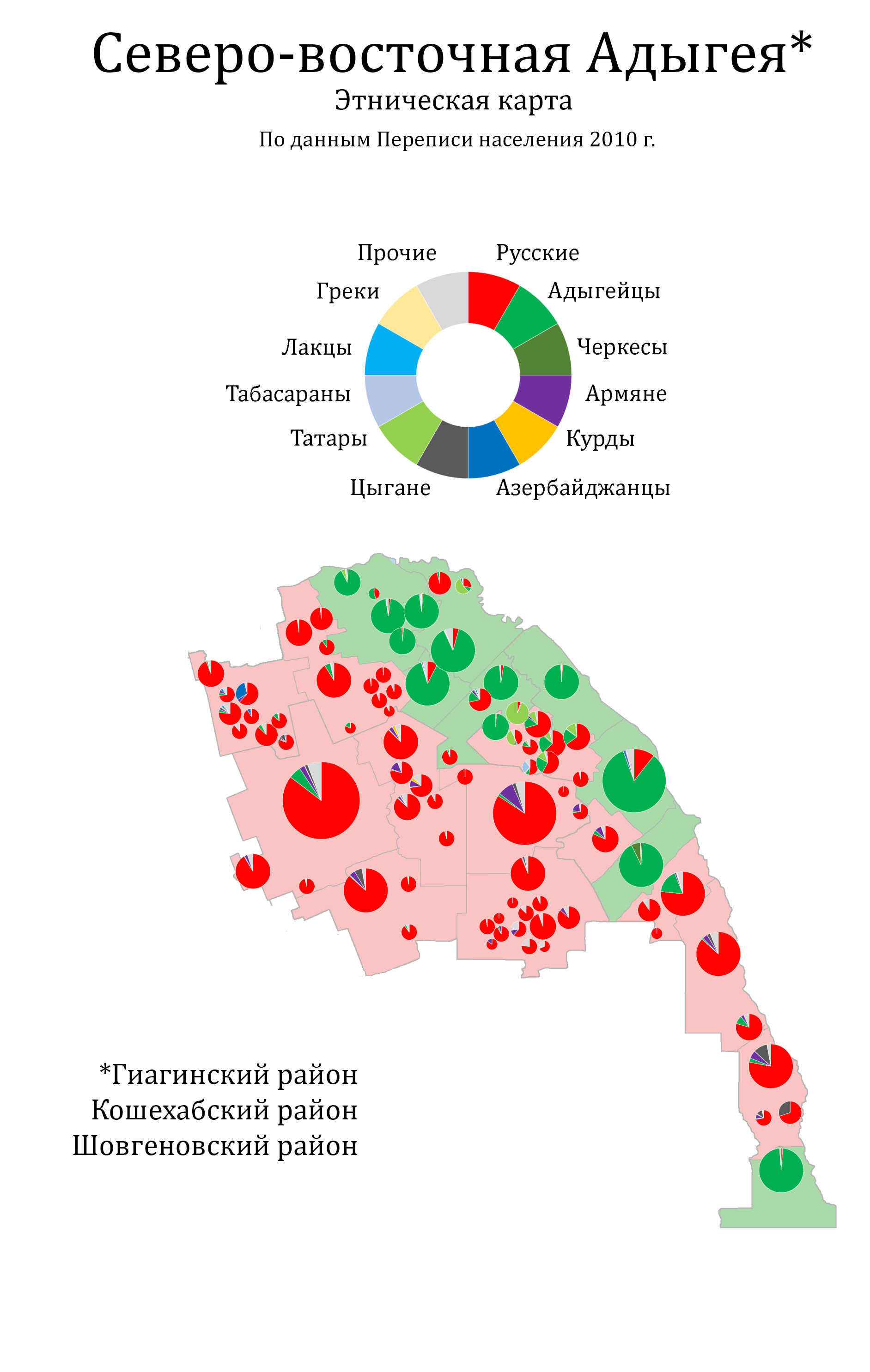
Этническая карта Гиагигского, Кошехабского и Шовгеновского районов, перепись 2010 г.

По итогам переписи населения 2020 года проживали следующие национальности (национальности менее 0,2 % и другое см. в сноске к строке «Другие»):
| Национальность  | Численность, чел. | Доля     |
| --------------- | ----------------- | -------- |
| Русские         | 27 084            | 84,80 %  |
| Армяне          | 1 145             | 3,59 %   |
| Адыги (черкесы) | 764               | 2,39 %   |
| Цыгане          | 742               | 2,32 %   |
| Курды           | 179               | 0,56 %   |
| Украинцы        | 170               | 0,53 %   |
| Грузины         | 123               | 0,39 %   |
| Азербайджанцы   | 113               | 0,35 %   |
| Татары          | 64                | 0,20 %   |
| Другие          | 1553              | 4,87 %   |
| Итого           | 31 937            | 100,00 % |

Половозрастной состав
По данным Всероссийской переписи населения 2010 года:
| Возраст     | Мужчины, чел. | Женщины, чел. | Общая численность, чел. | Доля от всего населения, % |
| ----------- | ------------- | ------------- | ----------------------- | -------------------------- |
| 0 — 14 лет  | 2 896         | 2 666         | 5 562                   | 17,51 %                    |
| 15 — 59 лет | 9 602         | 9 953         | 19 555                  | 61,56 %                    |
| от 60 лет   | 2 311         | 4 338         | 6 649                   | 20,93 %                    |
| Всего       | 14 809        | 16 957        | 31 766                  | 100,0 %                    |

Мужчины — 14 809 чел. (46,6 %). Женщины — 16 957 чел. (53,4 %).
Средний возраст населения: 39,6 лет. Средний возраст мужчин: 36,6 лет. Средний возраст женщин: 42,2 лет.
Медианный возраст населения: 39,1 лет. Медианный возраст мужчин: 35,4 лет. Медианный возраст женщин: 42,7 лет.

## Муниципальное устройство
В рамках организации местного самоуправления муниципальный район делится на 5 сельских поселений:
| № | Муниципальное образование       | Административный центр | Количество населённых пунктов | Население (чел.) | Площадь (км²) |
| - | ------------------------------- | ---------------------- | ----------------------------- | ---------------- | ------------- |
| 1 | Айрюмовское сельское поселение  | посёлок Новый          | 6                             | 2834             | 132,53        |
| 2 | Гиагинское сельское поселение   | станица Гиагинская     | 4                             | 16 014           | 249,70        |
| 3 | Дондуковское сельское поселение | станица Дондуковская   | 4                             | 6645             | 128,35        |
| 4 | Келермесское сельское поселение | станица Келермесская   | 3                             | 3416             | 135,82        |
| 5 | Сергиевское сельское поселение  | село Сергиевское       | 13                            | 2963             | 150,23        |

## Населённые пункты
Распределение населения района
 ст. Гиагинская (44,99 %) ст. Дондуковская (20,34 %) ст. Келермесская (9,87 %) с. Гончарка (5 %) с. Сергиевское (4,57 %) Остальные (15,23 %)
В Гиагинском районе 30 сельских населённых пунктов.
| №  | Населённый пункт     | Тип     | Население | Муниципальное образование       |
| -- | -------------------- | ------- | --------- | ------------------------------- |
| 1  | Владимировское       | село    | ↗93       | Келермесское сельское поселение |
| 2  | Вольно-Весёлый       | хутор   | →95       | Дондуковское сельское поселение |
| 3  | Георгиевское         | село    | →220      | Сергиевское сельское поселение  |
| 4  | Гиагинская           | станица | ↘14 338   | Гиагинское сельское поселение   |
| 5  | Гончарка             | посёлок | ↘1593     | Гиагинское сельское поселение   |
| 6  | Днепровский          | хутор   | ↗161      | Сергиевское сельское поселение  |
| 7  | Дондуковская         | станица | ↗6482     | Дондуковское сельское поселение |
| 8  | Екатериновский       | хутор   | ↘116      | Сергиевское сельское поселение  |
| 9  | Карцев               | хутор   | ↗107      | Сергиевское сельское поселение  |
| 10 | Келермесская         | станица | ↗3146     | Келермесское сельское поселение |
| 11 | Козополянский        | хутор   | ↗82       | Сергиевское сельское поселение  |
| 12 | Колхозный            | хутор   | →53       | Сергиевское сельское поселение  |
| 13 | Красный Пахарь       | хутор   | ↘23       | Сергиевское сельское поселение  |
| 14 | Красный Хлебороб     | хутор   | ↘31       | Айрюмовское сельское поселение  |
| 15 | Курский              | хутор   | ↘105      | Сергиевское сельское поселение  |
| 16 | Лесной               | посёлок | ↘177      | Келермесское сельское поселение |
| 17 | Михельсоновский      | хутор   | ↗34       | Сергиевское сельское поселение  |
| 18 | Нечаевский           | хутор   | →0        | Дондуковское сельское поселение |
| 19 | Нижний Айрюм         | село    | ↗275      | Айрюмовское сельское поселение  |
| 20 | Новый                | посёлок | ↘1244     | Айрюмовское сельское поселение  |
| 21 | Образцовое           | село    | →257      | Айрюмовское сельское поселение  |
| 22 | Первомайский         | хутор   | ↘0        | Гиагинское сельское поселение   |
| 23 | Прогресс             | хутор   | ↘838      | Айрюмовское сельское поселение  |
| 24 | Садовый              | хутор   | ↗189      | Айрюмовское сельское поселение  |
| 25 | Сергиевское          | село    | ↘1458     | Сергиевское сельское поселение  |
| 26 | Смольчев-Малиновский | хутор   | ↘68       | Дондуковское сельское поселение |
| 27 | Тамбовский           | хутор   | ↗558      | Сергиевское сельское поселение  |
| 28 | Фарсовский           | хутор   | ↘17       | Сергиевское сельское поселение  |
| 29 | Черёмушкин           | хутор   | ↘83       | Гиагинское сельское поселение   |
| 30 | Шишкинский           | хутор   | ↘29       | Сергиевское сельское поселение  |

Упраздненные населенные пункты
18 февраля 2002 года был упразднен хутор Тапехин.

## Местные органы власти
Структуру органов местного самоуправления муниципального образования составляют:
- совет Гиагинского муниципального района — выборный представительный орган района;
  - председатель совета местного самоуправления Гиагинского муниципального района — высшее должностное лицо района;
- администрация Гиагинского муниципального района — исполнительно-распорядительный орган района;
  - глава администрации Гиагинского муниципального района — глава исполнительной власти в районе.

Глава администрации района
- Бутусов Александр Владимирович (с 22 марта 2017 года).

Председатель совета народных депутатов (совета района)
- Самохвалова Алла Гавриловна (с 28 сентября 2017 года).

Список депутатов СНД Гиагинского муниципального района IV созыва (2016—2020).
| Александрин Игорь Алексеевич |
| Анисимов Вадим Сергеевич     |
| Викленко Ирина Анатольевна   |
| Воробьева Елена Владимировна |
| Гречка Владимир Васильевич   |

| Гусарова Клавдия Викторовна     |
| Деркачев Константин Анатольевич |
| Котов Сергей Алексеевич         |
| Купин Александр Анатольевич     |
| Крылов Сергей Борисович         |

| Медведева Екатерина Владимировна |
| Пахоль Анатолий Васильевич       |
| Самохвалова Алла Гавриловна      |
| Стацюков Сергей Владимирович     |
| Черкова Татьяна Юрьевна          |

## Экономика
Аграрный сектор является одним из основных сегментов экономики района.
Агропромышленный комплекс района состоит из 3 сельскохозяйственных артелей, 3 публичных акционерных обществ, 1 непубличного акционерного общества, 19 обществ с ограниченной ответственностью и 1 сельскохозяйственного производственного кооператива, 206 крестьянско-фермерских хозяйств и 11065 личных подсобных хозяйств.
Основу промышленного производства района составляет пищевая промышленность (крупные и средние предприятия), которые обеспечивают более 99 % промышленной отгрузки района.
Наиболее крупными бюджетоформирующими предприятиями являются: ПАО «Гиагинский молочный завод», ПАО «Дондуковский элеватор», ООО «Адыгейский комбикормовый завод», СХА «Радуга», СХА «Восход», ООО "Молзавод «Новый», ООО «Юг-Агробизнес», ООО «Тамбовское».

## Транспорт
Через территорию района проходит железнодорожная ветка Северо-Кавказской железной дороги: Армавир — Туапсе, на которой функционируют железнодорожные станции Дондуковская и Гиагинская, а также остановочные пункты Вольно-Весёлая, Назаровский, Прогресс и Гончарка.
Через район проходят ряд автодорог регионального значения. Все населённые пункты имеют регулярное автобусное сообщение с районным центром и городами Майкопом и Белореченском. Расстояние от районного центра Гиагинская до города Майкопа составляет около 25 км.

## Средства массовой информации
- Издаётся районная газета «Красное знамя», освящающая события, происходящие в районе. Выпускается два раза в неделю.

## Известные уроженцы
Родившиеся в Гиагинском районе: